# Мен Цян
Мен Цян (кит.: 孟强; нар. 3 липня 1987, провінція Шаньдун) — китайський борець греко-римського стилю, дворазовий срібний призер чемпіонатів Азії, бронзовий призер Азійських ігор, учасник Олімпійських ігор.

## Життєпис
Боротьбою почав займатися з 2005 року.
Виступає за борцівський клуб провінції Шаньдун. Тренер — Йо Юнг Те.

## Спортивні результати на міжнародних змаганнях

### Виступи на Олімпіадах
| Змагання                    | Збірна | Вагова категорія                  | Місце |
| --------------------------- | ------ | --------------------------------- | ----- |
| Літні Олімпійські ігри 2016 | Китай  | греко-римська боротьба, до 130 кг | 13    |

### Виступи на Чемпіонатах світу
| Змагання                        | Збірна | Вагова категорія                  | Місце |
| ------------------------------- | ------ | --------------------------------- | ----- |
| Чемпіонат світу з боротьби 2014 | КНР    | греко-римська боротьба, до 130 кг | 12    |
| Чемпіонат світу з боротьби 2015 | КНР    | греко-римська боротьба, до 130 кг | 15    |

### Виступи на Чемпіонатах Азії
| Змагання                       | Збірна | Вагова категорія                  | Місце  |
| ------------------------------ | ------ | --------------------------------- | ------ |
| Чемпіонат Азії з боротьби 2011 | КНР    | греко-римська боротьба, до 120 кг | Срібло |
| Чемпіонат Азії з боротьби 2015 | КНР    | греко-римська боротьба, до 130 кг | Срібло |

### Виступи на Азійських іграх
| Змагання                        | Збірна | Вагова категорія                  | Місце  |
| ------------------------------- | ------ | --------------------------------- | ------ |
| Азійські ігри 2014              | КНР    | греко-римська боротьба, до 130 кг | Бронза |
| Азійські ігри в приміщенні 2017 | КНР    | греко-римська боротьба, до 130 кг | 5      |

### Виступи на інших змаганнях
| Змагання                                                         | Збірна | Вагова категорія                  | Місце  |
| ---------------------------------------------------------------- | ------ | --------------------------------- | ------ |
| Кубок Тахті 2015                                                 | КНР    | греко-римська боротьба, до 130 кг | Бронза |
| Кубок Владислава Пітласинські 2015                               | КНР    | греко-римська боротьба, до 130 кг | Золото |
| Золотий Гран-прі з боротьби 2015                                 | КНР    | греко-римська боротьба, до 130 кг | 5      |
| Гран-прі Парижа з боротьби 2016                                  | КНР    | греко-римська боротьба, до 130 кг | Золото |
| Гран-прі Угорщини з боротьби 2016                                | КНР    | греко-римська боротьба, до 130 кг | Золото |
| Олімпійський кваліфікаційний турнір з боротьби 2016 (Астана)     | КНР    | греко-римська боротьба, до 130 кг | 5      |
| Олімпійський кваліфікаційний турнір з боротьби 2016 (Улан-Батор) | КНР    | греко-римська боротьба, до 130 кг | Срібло |
| Кубок Владислава Пітласинські 2016                               | КНР    | греко-римська боротьба, до 130 кг | Бронза |